# Peter Steiger
Peter Steiger (ur. 23 stycznia 1960 w Schlatt) – szwajcarski kolarz torowy i szosowy, trzykrotny medalista torowych mistrzostw świata.

## Kariera
Pierwszy sukces w karierze Peter Steiger osiągnął w 1979 roku, kiedy zdobył brązowy medal mistrzostw kraju w wyścigu punktowym. W 1984 roku był mistrzem Szwajcarii w wyścigu ze startu zatrzymanego, w tej konkurencji zwyciężył również na mistrzostwach RFN w tym samym roku. Mistrzostwo Szwajcarii do 1991 roku zdobył jeszcze pięciokrotnie, a na torowych mistrzostwach świata w Maebashi w 1990 roku w wyścigu ze startu zatrzymanego zdobył brązowy medal. W wyścigu tym wyprzedził go jedynie Walter Brugna z Włoch, a trzecie miejsce zajął Danny Clark z Australii. Na rozgrywanych rok później mistrzostwach świata w Stuttgarcie Steiger ponownie był drugi - wygrał Clark, a podium uzupełnił inny Szwajcar, Arno Küttel. Swój największy sukces Peter osiągnął jednak na mistrzostwach świata w Walencji w 1992 roku, gdzie w swojej koronnej konkurencji był najlepszy. Startował także w wyścigach szosowych, zwyciężając w szwajcarskich zawodach w Neerach (1989) i Elgg (1990) oraz w australijskim Jayco Bay Cycling Classic (1989). Nigdy nie brał udziału w igrzyskach olimpijskich.